# Gabinete Binacional Chile-Perú
El Gabinete Binacional Chile-Perú se refiere al encuentro integrado por el conjunto del consejo de ministros de la República de Chile y la República del Perú. La finalidad del gabinete binacional es conseguir acuerdos y lograr entendimientos en materias de interés común entre los poderes ejecutivos de ambos países.

## Historia

### I Versión 2017

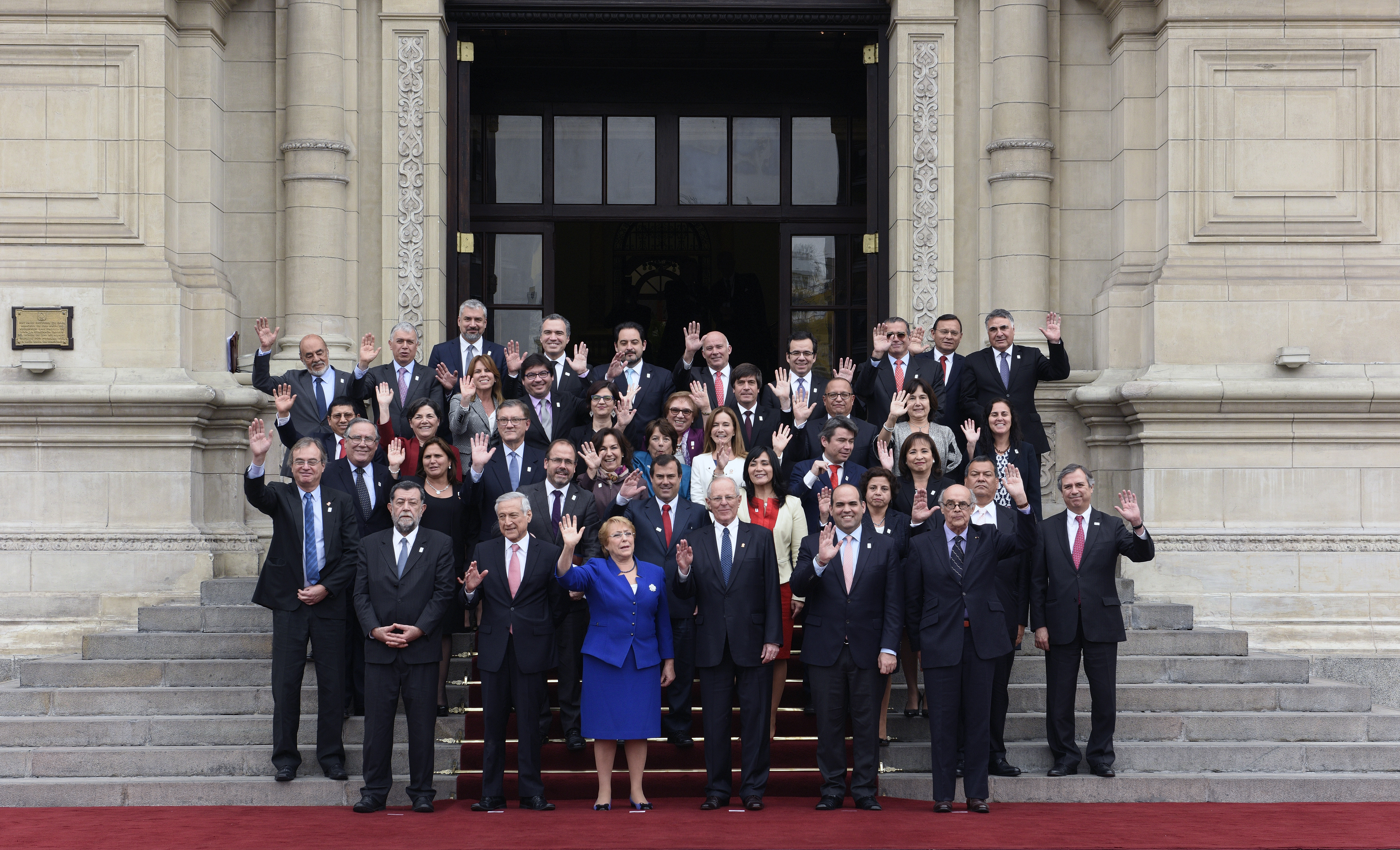
Fotografía oficial del Encuentro Presidencial y I Gabinete Binacional Perú-Chile en el Palacio de Gobierno del Perú.

La primera versión fue celebrada en Lima en julio de 2017, siendo presidida por los presidentes chilena y peruano, Michelle Bachelet y Pedro Pablo Kuczynski. Como resultado del encuentro, fue publicada la "Declaración de Lima", un documento con 25 acuerdos bilaterales en diferentes asuntos, entre los que destacan la cooperación económica, energética y cultural; lo referente a la frontera entre Chile y Perú, así como también a la cooperación mutua de las regiones cercanas a la frontera. Otro acuerdo fruto del encuentro fue el Acuerdo sobre Reconocimiento Recíproco de Licencias  de Conducir, que permite validar las licencias de conducir de un país en el otro sin exámenes de por medio.

### II Versión 2018
La segunda versión fue celebrada en Santiago de Chile y fue presidida por los presidentes Sebastián Piñera y Martín Vizcarra, culminando el 27 de noviembre con la firma de 14 acuerdos y entendimientos entre algunos de los ministerios homólogos chilenos y peruanos.

### III Versión 2019
La tercera versión del encuentro binacional fue realizada en Paracas, al sur de Lima entre los días 9 y 10 de octubre de 2019, localidad que tiene un nexo histórico al haber sido donde José de San Martín desembarcó con las tropas de la Expedición Libertadora del Perú que zarpó desde Valparaíso. Entre los puntos fundamentales a tratar fueron en materia de relaciones internacionales, el fortalecimiento de la Alianza del Pacífico y el Foro para el Progreso de América del Sur (Prosur), en los cuales ambos países participan activamente, en especial debido a las protestas de ese año en Latinoamérica, extendidas durante el 2020. Además de cinco ejes principales en materia de acuerdos y convenios entre diversos ministerios de ambos países, en los cuales se consiguieron 160 nuevas medidas en común.

### IV Versión 2022
La cuarta versión del encuentro binacional será realizada en Santiago, el 29 de noviembre de 2022.